# Bubbenhall
Bubbenhall est un village et une paroisse civile du Warwickshire, en Angleterre. Administrativement, il dépend du district de Warwick.